# Christine Brendebach
Christine Brendebach (* 1969 in Wissen) ist eine deutsche Psychologin und Professorin an der Evangelischen Hochschule Nürnberg (EVHS).

## Leben und Wirken
Sie studierte von 1990 bis 1996 Psychologie an der Universität Münster. Daran schloss sich von 1996 bis 1998 ein Studium der Psychogerontologie an der Friedrich-Alexander-Universität Erlangen-Nürnberg (FAU) an. Von 1996 bis 2010 war sie in der psychosozialen Krisenberatung tätig. Sie promovierte 2002 mit einer Arbeit zu Identität und Selbstreflexion im Alter. 1998 bis 2003 arbeitete Brendebach als wissenschaftliche Mitarbeiterin am Institut für Psychogerontologie der FAU. Sie begleitete Forschungsprojekte zu demenziellen Erkrankungen. Seit 2003 ist sie als Supervisorin für soziale Dienstleister tätig. Von 2003 bis 2004 war Brendebach Geschäftsführerin in stationären und ambulanten Einrichtungen eines privaten Altenhilfeträgers (SeniVita). 2004 übernahm sie die stellvertretende Schulleitung der Berufsfachschule für Altenpflege (SeniVita). Von 2006 bis 2009 leitete sie die Berufsfachschule für Krankenpflege am Klinikum Fürth. Seit 2009 ist Brendebach Professorin für Gerontologie und Leiterin des Studiengangs Pflege dual an der Evangelischen Hochschule Nürnberg. Ihre Lehrgebiete sind Gerontologie, Psychologie, Supervision und pädagogische Psychologie.

## Veröffentlichungen (Auswahl)
- zusammen mit Beatrix Kozjak-Storjohann: Verlusterleben in der Schwangerschaft und zur Geburt. Eine multidimensionale Phänomenbeschreibung zum Erleben betroffener Frauen. In: Forschung, Entwicklung, Transfer – Nürnberger Hochschulschriften. Nr. 51, 2021, doi:10.17883/fet-schriften051.
- Moderierte Wirkungsanalyse als Beitrag zur Organisationsentwicklung. In: Forschung, Entwicklung, Transfer – Nürnberger Hochschulschriften. Nr. 49, 2021, doi.org/10.17883/fet-schriften049
- zusammen mit Dorothee Bauernschmidt, Maximilian Heinkele: Demenzstrategien im europäischen Vergleich: Eine Literaturanalyse im Rahmen der wissenschaftlichen Begleitung der Fachstellen für Demenz und Pflege in Bayern. In: Forschung, Entwicklung, Transfer – Nürnberger Hochschulschriften. Nr. 46, 2020, doi.org/10.17883/fet-schriften046
- Nachbarschaftshilfe. In: Friso Ross, Mario Rund, Jan Steinhaußen (Hrsg.): Alternde Gesellschaften gerecht gestalten. Verlag Barbara Budrich, Opladen 2019, ISBN 978-3-8474-2272-3, S. 119–132.
- Selbstreflexionen im höheren Lebensalter. Inhalte und Strukturen von Lebensbetrachtungen. In: Erlanger Beiträge zur Gerontologie. Lit-Verlag, Münster 2003, ISBN 978-3-8258-6771-3.